# 拉帕岛
拉帕岛（Rapa），又称小拉帕岛（Rapa Iti；以区别大拉帕岛即復活節島），旧称奥帕罗岛（Oparo），是法屬玻里尼西亞巴斯群島中最大的且唯一有人居住的岛屿，由同名市镇管辖。岛屿面积为40.5平方公里，人口451人（2022年），多数为海员。拜洛山为岛上的最高山，海拔633米。拉帕岛虽是孤岛，但拥有一个良港。位於東邊的阿胡雷是主要城鎮。1867年拉帕島成为法国保护地，1900年被法国占领。曾作为巴拿马至新西兰重要的加煤站。设有气象站。島上产柑橘、芋头，主要輸出椰子核。

## 地貌
拉帕岛形状似希腊字母（ς），其拥有一处保护良好的海湾，四周環繞山崖。整座岛屿状似一座沉没火山的山峰，海湾则形似火山口。岛屿面积为41平方公里，主城鎮阿胡雷坐落于阿胡雷海湾（Baie d'Ahuréi）南岸，小村庄阿雷阿（Area）位于海湾北岸。岛上居民为波利尼西亚人。当地现存的28座山峰的堡垒表明了过去曾发生战爭。
现在，拉帕岛是塔希提岛唱诗班的家园，岛上1/3人口均唱传统歌，雖然拉帕島被認為是南方群岛的一部分，但在地质学、语言学和文化学方面，拉帕岛与巴斯群岛和其他島嶼不同。

## 历史
在13世纪时期，拉帕语种的波利尼西亚人最先成为岛上居民。隨著時間推移，自然资源漸漸不足，導致了戰爭。岛民因此分裂，各自據守在山顶上的14座强化堡壘（称为“帕”或“帕尔”，一种防御工事）。最古老的堡壘是莫龙戈乌塔（Morongo Uta；大约于公元前1450-1550建立）。1791年12月22日，乔治·温哥华成为第一位登陸拉帕岛的欧洲人。他把岛屿命名为奥帕罗岛（Oparo）。因欧洲人将酒与疾病带入岛上，1824-1830年，多达3/4的原住民死去。同时，秘鲁的奴隶商贩也袭击劫掠小岛。当幸存者返岛时，也给原住民带來了天花，造成传染病流行。1826年，岛上居民近2000人，經過了40年，僅剩120人。1867年，法国成为这座独立岛屿的保护国。1881年3月6日，法国正式吞并了英国人在岛上建立的一个装煤港口。1887年6月18日，当地君主制被废除，最后一任女皇帕里玛遭罢黜。
托尔·海尔达尔曾考察莫龙戈乌塔，为寻找拉帕岛与拉帕努伊岛（复活节岛）之间的關聯。

## 环境

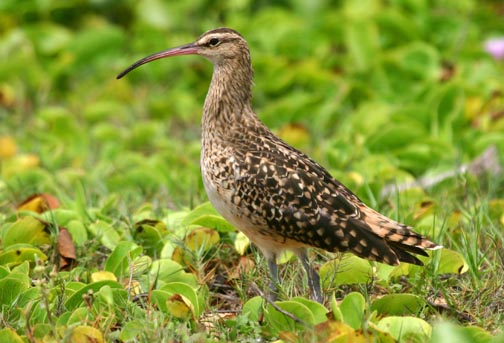
太平洋杓鹬

马纳托法属波利尼西亚保護區（Manatau French Polynesian Reserve）位于阿胡雷南部附近，保护南拉帕的动物及山顶堡壘。
拉帕岛保護當地易危特有種拉帕岛果鸠，拉帕岛果鸠因栖地流失、野猫侵袭、被獵捕而濒临灭绝。1989-1990年時估計只有274隻。其他鸟类包括数量极少的墨氏圆尾鹱、不在岛内繁殖的太平洋杓鹬。因其对这些物具有重要意义，拉帕岛已被国际鸟盟评定为“重点鸟区”。